# Michael Stein (journalist)
Michael Stein (Schweinfurt, 19 november 1935 – Amsterdam, 25 juni 2009) was een Nederlandse journalist die zich had toegelegd op het Midden-Oosten.

## Levensloop
Geboren in Duitsland, vluchtte het Joodse gezin Stein via Hamburg naar Nederland. Daar overleefde hij in Nijmegen als onderduiker de oorlog. Ook zijn ouders en twee broers wisten de oorlog heelhuids door te komen.
Op gevorderde leeftijd ging hij de journalistiek in. Stein begon bij de buitenlandredactie van het Algemeen Handelsblad (een van de twee voorlopers van NRC Handelsblad), vertrok daarna naar Trouw en de Haagsche Courant maar kwam als Midden-Oostenredacteur bij NRC Handelsblad terug. Hij zou deze functie van 1979 tot aan zijn pensionering in 1999 uitoefenen.
Stein maakte in 1979 van nabij de val van de sjah van Iran mee toen hij meevloog met het vliegtuig waarmee ayatollah Khomeiny vanuit zijn Parijse ballingsoord naar Teheran terugkwam. De journalisten in dat vliegtuig waren bedoeld als levend schild voor het geval de Iraanse luchtmacht het toestel uit de lucht wilde schieten. In de jaren tachtig en negentig rapporteerde hij ter plaatse over de Irak-Iranoorlog en de Golfoorlog alsook over de Libanese en de Algerijnse Burgeroorlog.
Alhoewel hij zijn krantenartikelen geen ideologische ondertoon meegaf, liet hij wel merken zijn hart aan de minderheden in de diverse conflicten te hebben verpand. Dat kwam bijvoorbeeld tot uiting toen hij in 1992 de Dick Scherpenzeel Prijs in ontvangst mocht nemen en het prijzengeld (vijfduizend gulden) bestemde voor de Bosnische moslims in de Bosnische Oorlog, met de bedoeling dat UNPROFOR (United Nations Protection Force - de vredesoperatie van de Verenigde Naties voor onder andere Bosnië en Herzegovina) van dit geld desnoods wapentuig zou aanschaffen teneinde de Bosnische moslims beter te kunnen beschermen. Hij had deze prijs gekregen vanwege zijn reportages over de burgeroorlog in Algerije.
Stein was een gepassioneerde journalist die niet van half werk hield. Zo was hij een van de eersten die waarschuwende woorden liet horen over het moslimfundamentalisme door zich begin jaren 90 kritisch uit te laten over de islamitische wereld, waar naar zijn mening een negatieve ontwikkeling viel te bespeuren. Ook was hij dikwijls van de partij in het radioprogramma Welingelichte kringen, waarin journalisten over allerlei actuele zaken discussieerden.
Michael Stein overleed op 25 juni 2009 op 73-jarige leeftijd in zijn woonplaats Amsterdam. Op 28 juni werd hij begraven op de Liberaal Joodse Begraafplaats Gan Hasjalom te Amstelveen.